# Michael Hurst
Michael Eric Hurst, ONZM (* 20. September 1957 in Lancashire, England) ist ein britisch-neuseeländischer Filmschauspieler und Regisseur.

## Leben
Hurst wurde in Lancashire (England) geboren. Als er sieben Jahre alt war, emigrierten seine Eltern mit ihm und seinen zwei Brüdern nach Christchurch (Neuseeland). Dort besuchte er die Papanui High School in Tokoroa, später die University of Canterbury. Seit 1988 ist er mit der Schauspielerin Jennifer Ward-Lealand verheiratet, mit der er zwei Kinder hat.
Der 1,68 Meter große Hurst erlangte weltweite Bekanntheit durch die Rolle des Iolaus in der Fernsehserie Hercules und der dazugehörigen Serie Xena – Die Kriegerprinzessin.

## Auszeichnungen
Michael Hurst gewann 1997 den New Zealand Film and TV Award für die beste Nebenrolle in einer Fernsehproduktion in der Serie Hercules. 1999 gewann er diesen Preis als bester Regisseur für dieselbe Serie.

## Filmografie

### Schauspieler
- 1981: Prisoners
- 1982: Casualties of Peace (Fernsehfilm)
- 1983: Both Sides of the Fence (Fernsehserie, eine Folge)
- 1985: Dangerous Orphans
- 1985: Hanlon (Fernsehserie, 2 Folge)
- 1985: Robot Maniac
- 1984–1986: Heroes (Fernsehserie, 14 Folgen)
- 1990: The New Adventures of Black Beauty (Fernsehserie, eine Folge)
- 1990: Shark in the Park (Fernsehserie, eine Folge)
- 1991: For the Love of Mike (Fernsehserie, eine Folge)
- 1992: The Footstep Man
- 1990;1992: The Ray Bradbury Theater (Fernsehserie, 2 Folgen)
- 1993: Typhon´s People (Fernsehfilm)
- 1993: Desperate Remedies
- 1994: Hercules und das Amazonenheer (Hercules and the Amazon Women, Fernsehfilm)
- 1994: Hercules im Reich der toten Götter (Hercules in the Underworld, Fernsehfilm)
- 1994: Hercules im Labyrinth des Minotaurus (Hercules in the Maze Of The Minotaur, Fernsehfilm)
- 1995–1999: Hercules (Fernsehserie, 79 Folgen)
- 1995–2001: Xena – Die Kriegerprinzessin (Xena: Warrior Princess, Fernsehserie, 4 Folgen)
- 1997: The Bar (Kurzfilm)
- 1997: Highwater (Fernsehfilm)
- 1998: A Moment Passing (Kurzfilm)
- 1998: Hercules & Xena – Der Kampf um den Olymp (Hercules and Xena - The Animated Movie: The Battle for Mount Olympus, Sprechrolle)
- 1998: Der junge Hercules (Young Hercules)
- 1998: Der junge Hercules (Young Hercules, Fernsehserie, eine Folge)
- 1999: I´ll make you happy
- 1999: Duggan (Fernsehserie, 2 Folgen)
- 1999: This Is It (Fernsehfilm)
- 2000: Topp Twins III (Fernsehserie, eine Folge)
- 2000: Jack of all Trades (Fernsehserie, eine Folge)
- 2001: Love Mussel (Fernsehfilm)
- 2002: Honey (Kurzfilm)
- 2002: Andromeda (Fernsehserie, eine Folge)
- 2002: Mataku (Fernsehserie, eine Folge)
- 2003: Shortland Street (Fernsehserie, 10 Folgen)
- 2003: Power Rangers Ninja Storm (11. Staffel, 14 Folgen, Sprechrolle)
- 2004: Fracture
- 2004: Hold the Anchovies (Kurzfilm)
- 2005: Power Rangers: S.P.D. (Fernsehserie, eine Folge, Sprechrolle)
- 2006: Treasure Island Kids: The Monster of Treasure Island
- 2006: Maddigan´s Quest (Fernsehserie, 12 Folgen)
- 2006: Going, Going, Gone (Fernsehserie, 10 Folgen, Sprecherrolle)
- 2007: The Adventures of Voopa the Goolash (Fernsehserie, 13 Folgen)
- 2007: The Last Magic Show
- 2007: The Tattooist
- 2007: We´re Here to Help
- 2008: The Map Reader
- 2009: Bitch Slap
- 2010: Legend of the Seeker – Das Schwert der Wahrheit (Legend of the Seeker, Fernsehserie, eine Folge)
- 2016: Terry Teo (Fernsehserie, 1 Folge)

### Regisseur
- 1994: I´m so lonesome I could cry (Kurzfilm)
- 1997: Amazon High (Fernsehfilm)
- 1996–1999: Hercules (Fernsehserie, 6 Folgen)
- 2000: Jubilee
- 2000–2001: Jack of all Trades (Fernsehserie, 2 Folgen)
- 1997–2001: Xena – Die Kriegerprinzessin (Xena: Warrior Princess, Fernsehserie, 6 Folgen)
- 2001: Love Mussel (Fernsehfilm)
- 2003: Dark Stories 3
- 2004: Treasure Island Kids. The Monster of Treasure Island
- 2009–2010: Legend of the Seeker – Das Schwert der Wahrheit (Legend of the Seeker, Fernsehserie, 7 Folgen)
- 2010–2013: Spartacus (Fernsehserie, 7 Folgen)
- 2011: Spartacus: Gods of the Arena (Fernsehserie, eine Folge)
- 2013: The Almighty Johnsons (Fernsehserie, 2 Folgen)
- 2014: Brokenwood – Mord in Neuseeland, Episode 3 (Fernsehserie)
- 2015–2018: Ash vs Evil Dead, Episode 6–7 (Fernsehserie)